# Glenn Hoddle
Glenn Hoddle (født 27. oktober 1957 i Hayes, England) er en tidligere engelsk fodboldspiller (midtbane) og manager, der både spillede for og trænede Englands landshold.

## Spillerkarriere
Hoddles aktive karriere strakte sig over hele 20 år, og startede i 1975, hvor han blev tilknyttet London-klubben Tottenham Hotspur. Han spillede for klubben de følgende 12 sæsoner, og var en del af holdet der vandt FA Cuppen i både 1981 og 1982 samt UEFA Cuppen i 1984. I 1980 blev han kåret til PFA Young Player of the Year, en pris der tildeles årets unge spiller i engelsk fodbold. Efter at have spillet næsten 400 kampe i den engelske liga for Tottenham skiftede han i 1987 fra AS Monaco i den franske Ligue 1.
Hoddle var tilknyttet monegaskerne de følgende fire sæsoner, og var blandt andet med til at vinde det franske mesterskab i 1988 og pokalturneringen Coupe de France i 1991. Han var i klubben holdkammerat med flere franske landsholdsprofiler, heriblandt Jean-Luc Ettori, Youri Djorkaeff og Emmanuel Petit. I 1991 skiftede han tilbage til England, hvor han var spillende manager hos først Swindon og siden Chelsea.
Hoddle spillede desuden 53 kampe og scorede otte mål for det engelske landshold. Hans første landskamp var et opgør mod Bulgarien 22. november 1979, hans sidste en EM 1988-kamp mod Sovjetunionen 18. juni 1988.
Han repræsenterede England ved både EM i 1980 i Italien, VM i 1982 i Spanien, VM i 1986 i Mexico og EM i 1988 i Vesttyskland. Bedst klarede holdet sig ved VM i 1986, hvor man nåede kvartfinalen, der dog blev tabt til Argentina.

## Trænerkarriere
Hoddle sluttede sin aktive karriere af med at være spillende manager hos både Swindon og Chelsea. I 1996 blev han ansat som manager for det engelske landshold, og førte holdet til VM i 1998 i Frankrig. Her gik man relativt problemfrit videre fra en indledende gruppe indeholdende Rumænien, Colombia og Tunesien inden man i 1/8-finalen tabte, ligesom i 1986 til Argentina. Den 2. februar 1999 blev Hoddle fyret fra sit job som landstræner, på grund af kontroversielle religiøse udtalelser om, at handicappede mennesker selv var skyld i deres handicap, på grund af synder begået i tidligere liv.
Siden sin fyring som engelsk landstræner har Hoddle stået i spidsen for Southampton, Tottenham og Wolverhampton. Han førte blandt andet Tottenham frem til finalen i Liga Cuppen i 2002, der dog blev tabt til Blackburn Rovers.

## Titler
FA Cup
- 1981 og 1982 med Tottenham Hotspur

Community Shield
- 1981 med Tottenham Hotspur

Ligue 1
- 1988 med AS Monaco

Coupe de France
- 1991 med AS Monaco

UEFA Cup
- 1984 med Tottenham Hotspur